# ダグ・ミントケイビッチ
- ダグ・ミエントケウィッツ

ダグラス・アンドリュー・ミントケイビッチ（Douglas Andrew Mientkiewicz, 1974年6月19日 - ）は、アメリカ合衆国オハイオ州トレド出身の元プロ野球選手（一塁手）。右投左打。

## 経歴

### プロ入りまで
8歳 - 9歳頃まではアイスホッケーばかりしていたが、オハイオ州からフロリダ州へ引っ越した後は本人曰く「アイスホッケーをする場所がなかった」ので野球に打ち込む。同州マイアミのWestminster Christian High School ではアレックス・ロドリゲスとチームメイトになる。2人は親友となり、ロドリゲスがミントケイビッチの家に来て庭で一緒に練習したこともあったという。フロリダ州立大学に進学後、1995年にMLBドラフトでミネソタ・ツインズから5巡目（全体128位）指名され、入団する。

### ツインズ時代
1998年に、マイナーリーグAA級ニューブリテン・ロックキャッツで打率.323・45二塁打・96得点の3部門でリーグ1位、162安打・96四球・出塁率.432の3部門でリーグ2位の成績を残し、イースタン・リーグのオールスターに選出される活躍を見せる。その後メジャーに昇格し、9月18日にデトロイト・タイガース戦でデビューを果たした。
1999年はメジャーで118試合に出場。打率.229・2本塁打・32打点と打撃成績は低迷したが、守備では一塁手としてリーグ1位の守備率.997を記録し、4月6日から8月18日にかけては87試合連続無失策も記録した。しかしメジャー定着はならず、2000年はAAA級ソルトレイク・バズで開幕を迎えることとなる。
メジャー復帰を目指してソルトレイクで打撃フォームを調整するなど試行錯誤しているときに、ミントケイビッチはシドニーオリンピックへの出場を打診される。これを受諾したミントケイビッチは9月、野球アメリカ合衆国代表として出場。.414と高打率を残しただけでなく、準決勝の韓国戦など2試合で決勝打となる本塁打を放つ勝負強さも見せ、金メダルを獲得した。本人は当時のことを「お金や契約といったことにこだわらず、自分の成績がどうこうとか考えず、とにかくゲームにだけ集中していればよかったので、とてもリラックスしてプレーすることができた」と振り返っている。アメリカ合衆国へ帰国後、メジャーへ再昇格を果たして3試合に出場し、シーズンを終えた。
2001年は開幕メジャー入りし、5月14日の時点で両リーグを通じて最高の打率.410を記録するなど打撃好調。最終的に自己最高となる打率.306・15本塁打・74打点・166安打を記録した。また守備でも守備率.997を記録し、ゴールドグラブ賞を初めて受賞した。
2002年は打率.261・10本塁打・64打点と前年より成績を落とす。
2003年は2年ぶりに打率が.300を上回り、出塁率.393（リーグ9位タイ）・38二塁打（チーム最多）を記録した。

### レッドソックス時代
2004年7月31日、4球団・8選手が動く大型トレードが合意。これによりミントケイビッチはツインズからボストン・レッドソックスへ移籍した。このトレードでレッドソックスは守備力の強化を目指しており、スター選手のノマー・ガルシアパーラをシカゴ・カブスに放出してモントリオール・エクスポズから遊撃手のオーランド・カブレラ、そしてツインズから一塁手のミントケイビッチと、2人のゴールドグラブ賞受賞経験者を補強した。ミントケイビッチは移籍後49試合に出場して失策はわずかに1と期待に応え、またポストシーズンでは11試合で打率.444と打撃でも好成績を記録。レッドソックスの86年ぶりのワールドシリーズ制覇に貢献した。

### メッツ時代
2005年1月にニューヨーク・メッツへトレード移籍。
しかしメッツでは右のハムストリングを傷めて6月26日から7月16日まで故障者リスト入りし、さらに復帰後には腰を傷めて8月9日から9月2日まで再び故障者リスト入りと、故障欠場が続いた。

### ロイヤルズ時代
2005年12月にカンザスシティ・ロイヤルズにFA移籍。
2006年は、シーズン途中まで打率.283と2003年以来の高打率を記録していたが、腰痛により7月31日に故障者リスト入り。そのまま復帰することなく8月29日に手術を受けてシーズンを終えた。

### ヤンキース時代
2007年1月にニューヨーク・ヤンキースへFA移籍したが、この年の出場試合数は2001年以降自身最少の72試合にとどまった。

### パイレーツ時代
2007年シーズン終了後にピッツバーグ・パイレーツとマイナー契約。
2008年開幕メジャー入りを果たした。

### ドジャース時代
2009年2月26日、ロサンゼルス・ドジャースとマイナー契約を結ぶ。同年メジャーでは20試合に出場した。

### マーリンズ時代
2010年はフロリダ・マーリンズとマイナー契約したがメジャーでのプレーは無く、5月16日に引退を表明。

### 引退後
2010年のポストシーズンでは、CBSスポーツで解説を務めた。
2012年より指導者として活動を始め、同年はドジャース傘下のルーキー級オグデン・ラプターズで打撃コーチを務めた。2013年からはツインズ傘下のA+級フォートマイヤーズ・ミラクルの監督に就任した。2014年シーズン終了後には親球団・ツインズの新監督候補として名が挙がったが、実現はしなかった（新監督にはポール・モリターが就任）。
2018年より、故郷のオハイオ州トレドを本拠地とするデトロイト・タイガース傘下AAA級トレド・マッドヘンズの監督に就任した。2019年シーズン終了後に解任された。

## 詳細情報

### 年度別打撃成績
| 年 度      | 球 団      | 試 合 | 打 席 | 打 数 | 得 点 | 安 打 | 二 塁 打 | 三 塁 打 | 本 塁 打 | 塁 打 | 打 点 | 盗 塁 | 盗 塁 死 | 犠 打 | 犠 飛 | 四 球 | 敬 遠 | 死 球 | 三 振 | 併 殺 打 | 打 率 | 出 塁 率 | 長 打 率 | O P S |
| ---------- | ---------- | ----- | ----- | ----- | ----- | ----- | -------- | -------- | -------- | ----- | ----- | ----- | -------- | ----- | ----- | ----- | ----- | ----- | ----- | -------- | ----- | -------- | -------- | ----- |
| 1998       | MIN        | 8     | 29    | 25    | 1     | 5     | 1        | 0        | 0        | 6     | 2     | 1     | 1        | 0     | 0     | 4     | 0     | 0     | 3     | 0        | .200  | .310     | .240     | .550  |
| 1999       | MIN        | 118   | 379   | 327   | 34    | 75    | 21       | 3        | 2        | 108   | 32    | 1     | 1        | 3     | 2     | 43    | 3     | 4     | 51    | 13       | .229  | .324     | .330     | .654  |
| 2000       | MIN        | 3     | 15    | 14    | 0     | 6     | 0        | 0        | 0        | 6     | 4     | 0     | 0        | 0     | 1     | 0     | 0     | 0     | 0     | 1        | .429  | .400     | .429     | .829  |
| 2001       | MIN        | 151   | 626   | 543   | 77    | 166   | 39       | 1        | 15       | 252   | 74    | 2     | 6        | 0     | 7     | 67    | 6     | 9     | 92    | 10       | .306  | .387     | .464     | .851  |
| 2002       | MIN        | 143   | 554   | 467   | 60    | 122   | 29       | 1        | 10       | 183   | 64    | 1     | 2        | 0     | 7     | 74    | 8     | 6     | 69    | 7        | .261  | .365     | .392     | .757  |
| 2003       | MIN        | 142   | 574   | 487   | 67    | 146   | 38       | 1        | 11       | 219   | 65    | 4     | 1        | 2     | 6     | 74    | 4     | 5     | 55    | 9        | .300  | .393     | .450     | .843  |
| 2004       | MIN        | 78    | 328   | 284   | 34    | 70    | 18       | 0        | 5        | 103   | 25    | 2     | 2        | 2     | 1     | 38    | 2     | 3     | 38    | 9        | .246  | .340     | .363     | .703  |
| 2004       | BOS        | 49    | 119   | 107   | 13    | 23    | 6        | 1        | 1        | 34    | 10    | 0     | 1        | 0     | 1     | 10    | 0     | 1     | 18    | 3        | .215  | .286     | .318     | .604  |
| '04計      | BOS        | 127   | 447   | 391   | 47    | 93    | 24       | 1        | 6        | 137   | 35    | 2     | 3        | 2     | 2     | 48    | 2     | 4     | 56    | 12       | .238  | .326     | .350     | .676  |
| 2005       | NYM        | 87    | 313   | 275   | 36    | 66    | 13       | 0        | 11       | 112   | 29    | 0     | 1        | 2     | 2     | 32    | 7     | 2     | 39    | 12       | .240  | .322     | .407     | .729  |
| 2006       | KC         | 91    | 360   | 314   | 37    | 89    | 24       | 2        | 4        | 129   | 43    | 3     | 0        | 1     | 5     | 35    | 1     | 5     | 50    | 6        | .283  | .359     | .411     | .770  |
| 2007       | NYY        | 72    | 192   | 166   | 26    | 46    | 12       | 0        | 5        | 73    | 24    | 0     | 0        | 6     | 1     | 16    | 0     | 3     | 23    | 3        | .277  | .349     | .440     | .789  |
| 2008       | PIT        | 125   | 334   | 285   | 37    | 79    | 19       | 2        | 2        | 108   | 30    | 0     | 0        | 0     | 3     | 44    | 3     | 2     | 28    | 6        | .277  | .374     | .379     | .753  |
| 2009       | LAD        | 20    | 20    | 18    | 0     | 6     | 1        | 0        | 0        | 7     | 3     | 0     | 0        | 0     | 0     | 1     | 0     | 1     | 6     | 0        | .333  | .400     | .389     | .789  |
| 通算：12年 | 通算：12年 | 1087  | 3843  | 3312  | 422   | 899   | 221      | 11       | 66       | 1340  | 405   | 14    | 15       | 16    | 36    | 438   | 34    | 41    | 472   | 79       | .271  | .360     | .405     | .765  |

### 表彰
- ゴールドグラブ賞 1回：2001年